# هيكتور هوغو هرنانديز رودريغيز
هيكتور هوغو هرنانديز رودريغيز (بالإسبانية: Héctor Hugo Hernández Rodríguez)‏ هو سياسي مكسيكي، ولد في 27 فبراير 1974 في مدينة مكسيكو في المكسيك. حزبياً، نشط في حزب الثورة الديمقراطية. وقد انتخب عضو مجلس النواب المكسيك.